# 16 Pułk Strzelców (Imperium Rosyjskie)
16 pułk strzelców (ros. 16-й Стрелковый полк Императора Александрk ныне Его Величества полк) – oddział piechoty armii Imperium Rosyjskiego.

## Charakterystyka
Sformowany w 1845. Stacjonował między innymi w m.  Odessa.

 W przededniu I wojny światowej pułk etatowo posiadał dwa bataliony po cztery kompanie oraz kompanię tyłową. Kompania piechoty czasu wojny liczyła około 240 żołnierzy i 4–5 oficerów. Na szczeblu pułku występował także pododdział karabinów maszynowych (8 km), łączności (w tym 14 konnych gońców i 21 telefonistów) i zwiadowczy (64 zwiadowców, w tym 4 kolarzy).

## Podporządkowanie
Lipiec 1914
- 8 Korpus Armijny – Odessa[7]
  - 4 Brygada Strzelców – Odessa
    - 16 pułk strzelców – Odessa